# Adam Colton
Adam James Colton (Manchester,  1957) is een Engelse beeldhouwer en tekenaar.

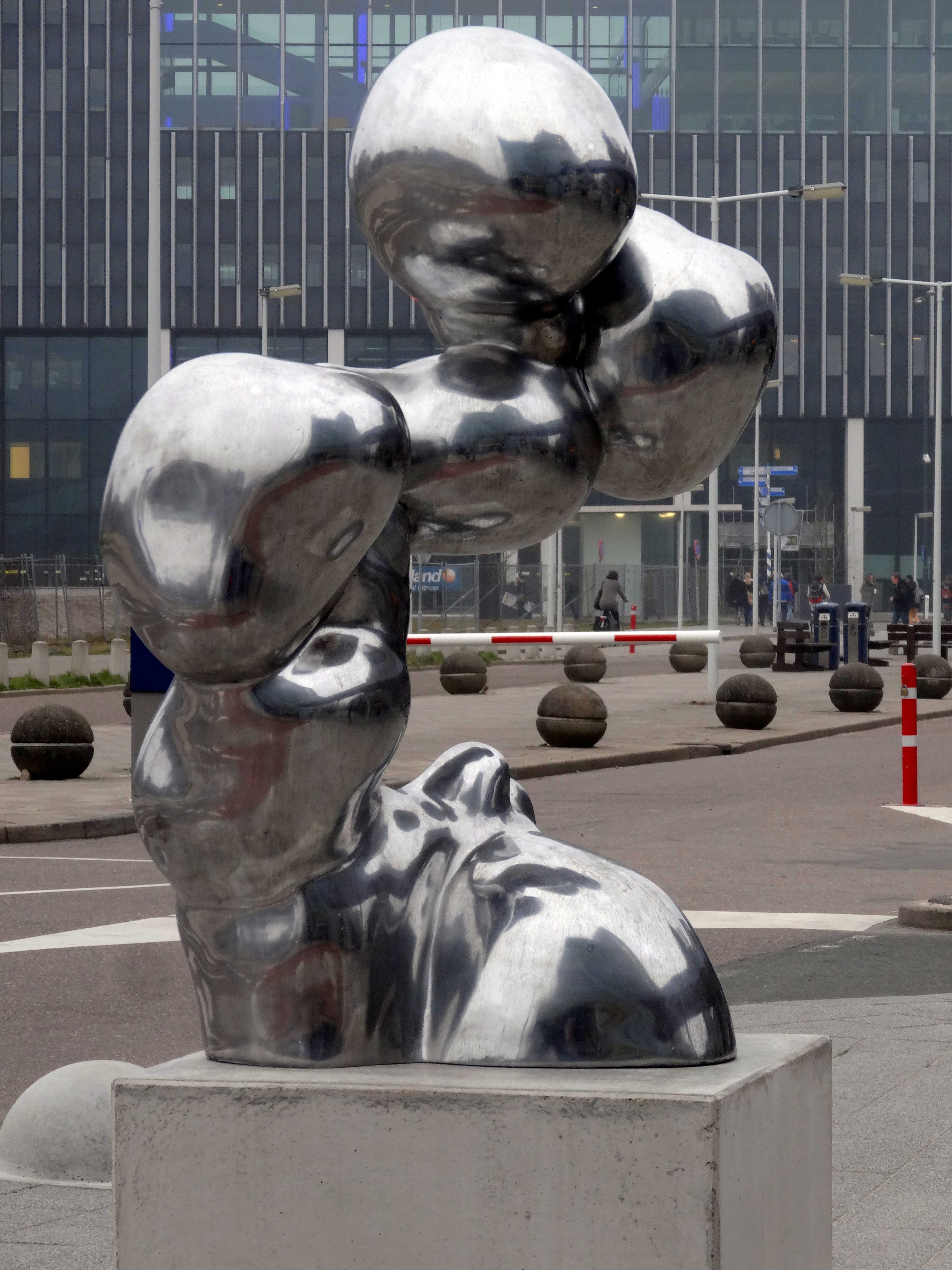
Liquid LIght XL 2015 LUMC Leiden

## Leven en werk
Colton werd geboren in Manchester en bezocht van 1975 tot 1980 the Camberwell School of Arts and Crafts in Londen. Aansluitend studeerde hij van 1980 tot 1981 aan de Manchester Polytechnic. Hij vestigde zich in Nederland en vervolgde
zijn studie bij Ateliers '63 in Haarlem. Colton ontving in 1987 de Charlotte van Pallandtprijs voor beeldhouwkunst en in 1991 de Sandbergprijs van het Amsterdamse Kunstenfonds.
De kunstenaar woont en werkt in Amsterdam en Haarlem.

## Werken (selectie)
- Fontein (1991), Nes in Amsterdam
- Mojo No. 4 (1992), Anton van Duinkerkenpad in Bergen op Zoom
- Dunes (1994), Hanzelaan in Zwolle
- Zonder titel (1996), beeldenroute Beeldengalerij P. Struycken in Den Haag
- Steps Ahead (1996), in het Veluwemeer bij de Knardijk in Harderwijk
- Blob and Bone (2002), Beeldenpark van het Kröller-Müller Museum in Otterlo
- Het landschap van Best (2005),[1] Dopveldenpad/Moerveldenpad in Best
- Love arises from the foam (2008), collectie Museum Boijmans Van Beuningen in Rotterdam
- Canyons of your Mind (2009) en Wave No. 2 (2009), collectie Kröller-Müller Museum in Otterlo
- Back to the Bone, collectie Museum voor Moderne Kunst Arnhem in Arnhem
- Shrubberies,[2] De Jutters, Centrum Kinder- en Jeugd Psychiatrie aan de Monsterseweg in Den Haag

## Fotogalerij

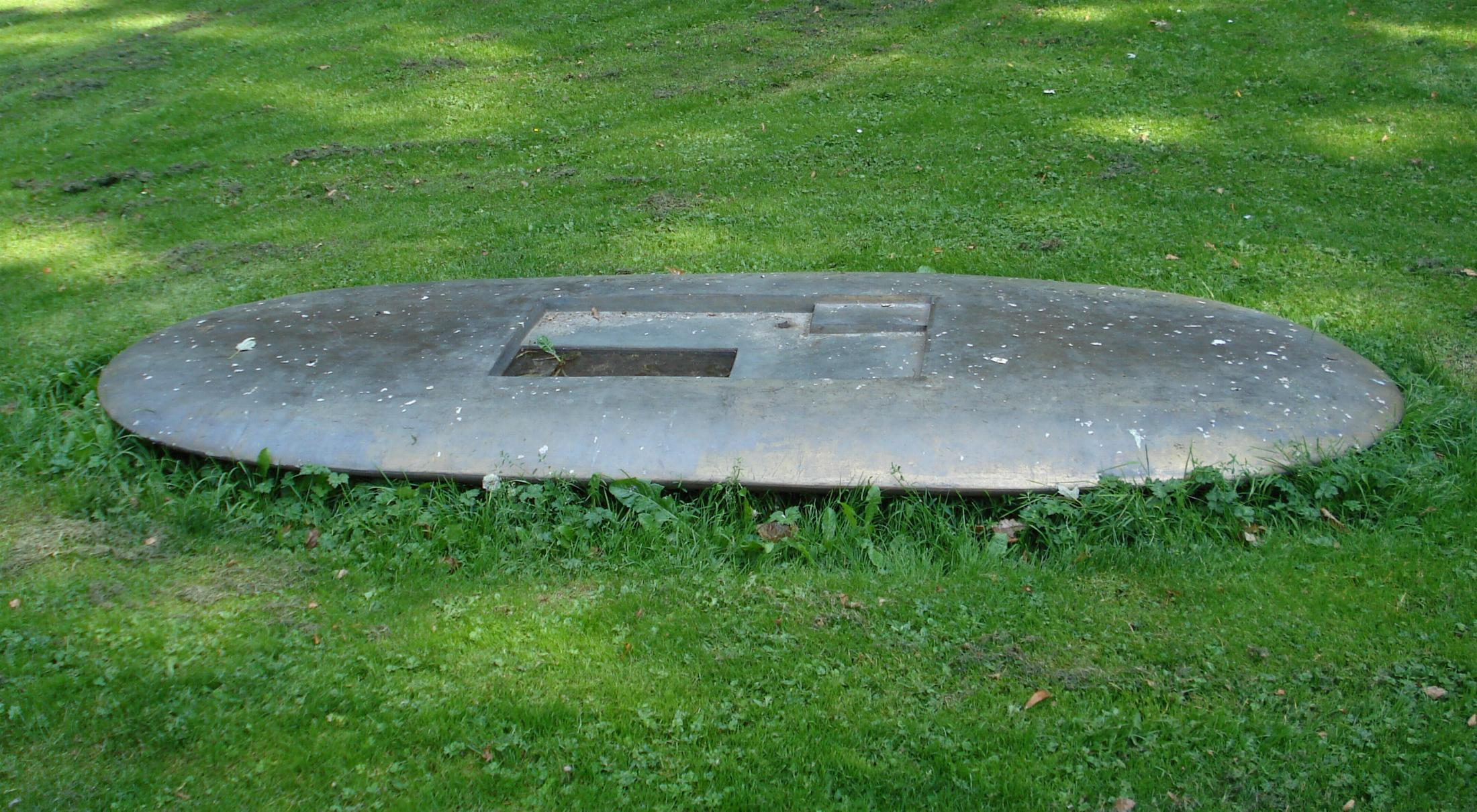
Mojo No. 4 (1992), Bergen op Zoom
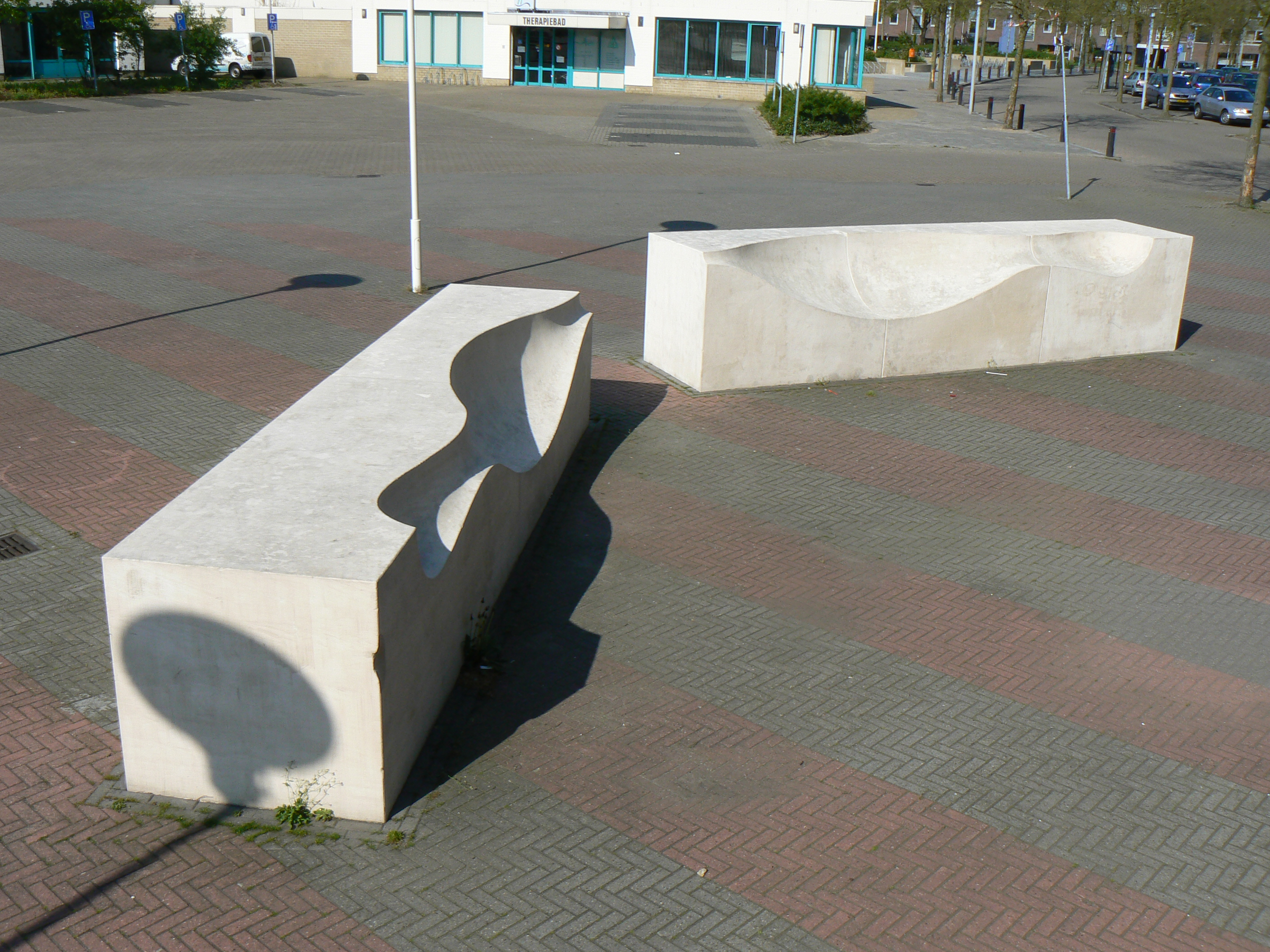
Benches (1994), Zwolle
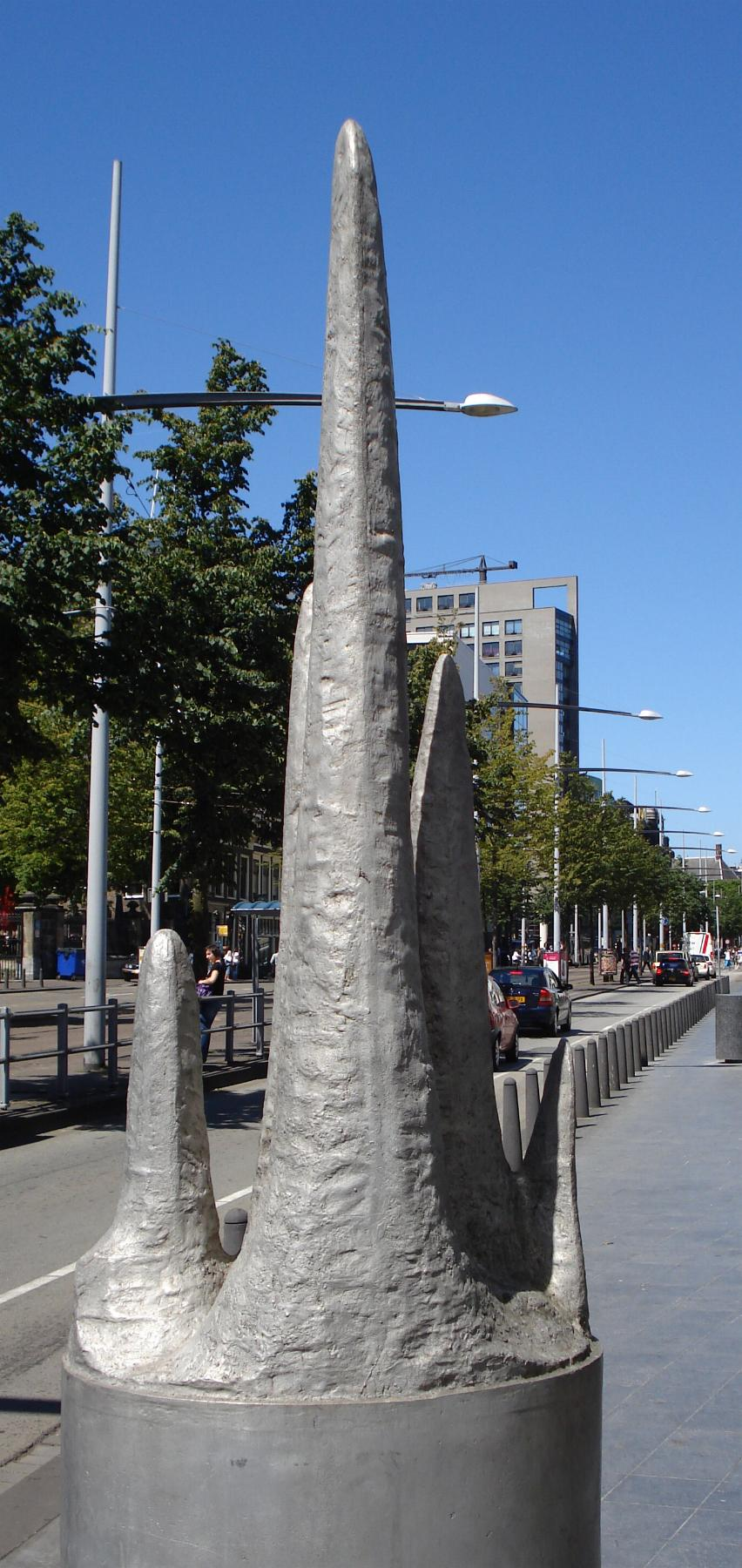
Zonder titel (1996), Den Haag
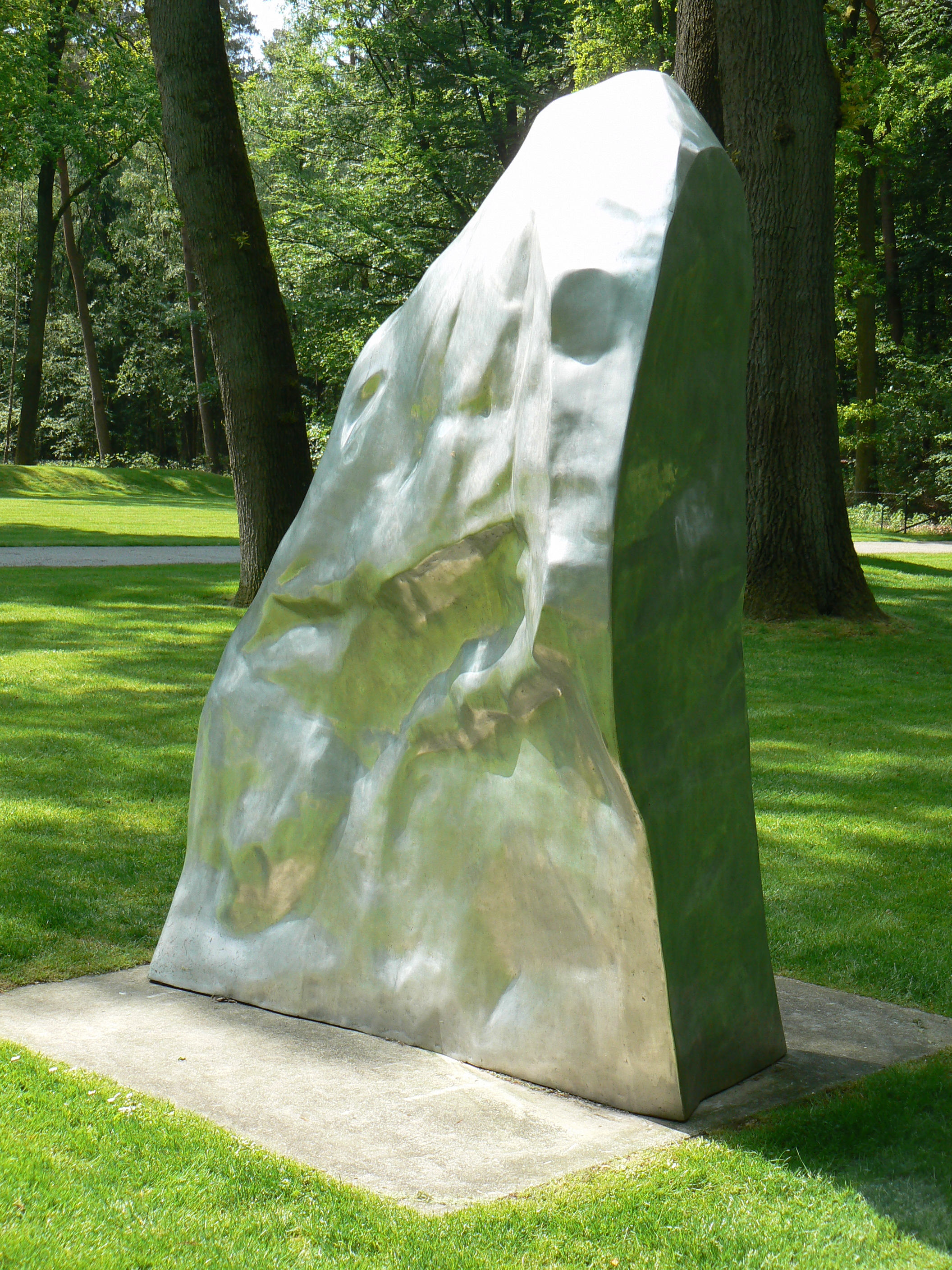
Blob and Bone (2002), Otterlo